# Vincent van Buren
Vincent van Buren (Frans: Vincent de Buren) of (1420/7- 1492/1506) was een Luikse aanvoerder in de Luiks-Bourgondische Oorlogen.
Zijn vader Willem was een Gelderse edelman die door Arnold van Egmont uit zijn domeinen in Buren en Beusichem verdreven was (1435). Dankzij zijn verwantschap met prins-bisschop Jan van Heinsberg kon hij zich een voorname positie verwerven in Luik, maar hij verloor die toen Heinsberg werd opgevolgd door Lodewijk van Bourbon. De Van Burens waren dus gekant tegen de nieuwe heerser en de Bourgondische hertogen die hem op de troon hadden gekregen.
Ondanks zijn adellijke afkomst wierp de jonge Van Buren zich vanaf 1466 op als een verdediger van de stedelijke vrijheden en de volkspartij. Na de nederlaag bij Brustem (22 oktober 1467) werd hij uit Luik verbannen. Hij werd een aanvoerder van de gewapende factie compagnons de la Verte Tente en keerde begin september 1468 terug naar de stad. Met Jan de Wilde en Goswin de Streel slaagde hij erin de macht te grijpen. Hij installeerde zich in het paleis als 'kapitein van Luik'. Op 2 oktober trok hij met de pauselijke legaat Onofrio de Santa Croce en een vijfduizend man sterk leger naar Tongeren, waar Lodewijk van Bourbon zich ophield. Aangezien die zich niet liet overtuigen, probeerden de Luikenaars hem op 9 oktober onder dwang terug te leiden. Volgens Onofrio was Van Buren hier niet bij betrokken, maar profiteerde hij wel van de omstandigheden om zijn tegenstander Robert de Morialmé uit de weg te laten ruimen. Ondertussen naderde hertog Karel de Stoute met de hoofdmacht, vastbesloten orde op zaken te stellen. Van Buren nam deel aan een gewapend treffen op 21 en 22 oktober. Hij wist te ontkomen, maar Luik lag nu weerloos open. Aan de vooravond van de invasie ondernamen de 600 Franchimontezen nog een ultieme poging om het lot te keren. Ze drongen het vijandelijke kamp binnen en trachtten zich meester te maken van Karel de Stoute en de Franse koning Lodewijk XI. Volgens Piccolomini had Vincent van Buren de leiding over een groep die voor afleiding moest zorgen. Ze kwamen dicht maar hun poging mislukte. Van Buren ontkwam naar het Maaseiland en nam de volgende dag nog deel aan de laatste gevechten tegen de binnentrekkende Bourgondiërs. Hij bleef uit hun handen en verschuilde zich in de Ardennen. Vanaf dat ogenblik leefde hij onder de radar, al is nog geweten dat hij rond 1482 met Agnes van der Esse trouwde en dat hij zich in Overijssel vestigde. In 1505 is Agnes weduwe.

## Eerbetoon
In de 19e eeuw is de Montagne de Bueren naar hem vernoemd en kreeg hij een standbeeld op het Paleis van de Prins-bisschoppen.

## Voetnoten
1. ↑  Enea Silvio Piccolomini, Commentarii rerum memorabilium quae temporibus suis contigerunt, boek IV